# 拉德克·斯泰潘內克
拉德克·史坦帕尼克（捷克語：Radek Štěpánek，1978年11月27日—），是一位已退役的捷克職業網球選手。於1996年轉為職業選手。史坦帕尼克出道最初時主攻雙打。2002年後，重心轉移到單打賽事上。

## 外部連結
- 拉德克·斯泰潘內克（英文/西班牙文）的官方資料
- 拉德克·斯泰潘內克的國際網球總會 職業／青少年 官方資料（英文）
- 拉德克·斯泰潘內克的官方資料（英文）